# 布朗神父的秘密
《布朗神父的秘密》（英語：The Secret of Father Brown）是英國作家G·K·卻斯特頓的短篇小說集，收錄十篇以布朗神父為主角的探案故事。於1927年出版。

## 內容
該書包含以下十個短篇故事：
1. 布朗神父的祕密
2. 法官的鏡子
3. 有兩副鬍鬚的人
4. 飛魚的歌聲
5. 逃脫現場的演員
6. 沃德里失蹤之謎
7. 十惡不赦的罪行
8. 墨魯山的紅寶石
9. 守喪者馬恩
10. 弗蘭博的祕密